# Золотий пил
Золотий пил (англ. The Claim) — британсько-канадсько-французька стрічка 2000 року режисера Майкла Вінтерботтома, за романом Томаса Гарді «Мер Кестербріджу», з Пітером Малланом, Настасьєю Кінскі, Сарою Поллі та Міллою Йовович у головних ролях. 
У 2001 році Майкл Вінтерботтом став переможцем у номінації найкращий режисер на Міжнародному кінофестивалі у Вальядоліді за роботу над стрічкою.

## Синопсис
Каліфорнія, 1849 рік, час розквіту «золотої лихоманки», куди прямують у пошуках золота та новим щасливим життям тисячі людей. Серед них й бідний ірландський іммігрант Деніель Діллон (Пітер Маллан) зі своєю дружиною Еленою (Настасья Кінскі) та маленькою дочкою Гоуп (Сара Поллі). Однак їх шлях у нове життя виявився зовсім непростим. Однак, все пішло не за планом. Деніель Діллон втратив мапу і вони заблукали в заметіль. Їм загрожувала неминуча смерть, але на щастя вони набрели на самотню хатинку, в якій мешкає золотодобувача. У цій хатині золотодобувач робить Діллону пропозицію — продати йому дружину з дитиною в обмін на заявку, що дозволяє добувати золото. Діллон погоджується. 
Минає двадцять років і Елена та Гоуп приїздять туди, де колись була хатинка. Тепер це вже місто, у якому багатій Діллон заправляє усім. 

## У ролях
| Актор              | Роль             |
| ------------------ | ---------------- |
| Пітер Маллан       | Даніель Діллон   |
| Настасья Кінскі    | Елен Діллон      |
| Мілла Йовович      | Люсія            |
| Сара Поллі         | Гоуп             |
| Веслі Бентлі       | Дональд Делгліш  |
| Ширлі Гендерсон    | Енні             |
| Джуліан Річінґс    | Френк Белланджер |
| Шон Макґінлі       | Світлі           |
| Том Маккамус       | містер Берн      |
| Баррі Ворд         | Даніель у юності |
| Кароліна Мюллер    | Елен у юності    |
| Дункан Фрейзер     | Крокер           |
| Марі Брассар       | Сью              |
| Артур Чястковський | Ділейні          |
| Фернандо Давалос   | бармен           |
| Ренді Бірч         | священик         |
| Кейт Генніґ        | епізодична роль  |
| Джиммі Герман      | золотодобувач    |
| Марті Антоніні     | Герман           |
| Девід Леріані      | співак у салуні  |

## Виробництво
Фільмування стрічки проходило на гірськолижному курорті «Фортечна гора» в провінції Альберта, Канада. Деякі другорядні сцени були зфільмовані у Колорадо, США.